# Operador diferencial invariante
En matemáticas y física teórica, un operador diferencial invariante es un mapeo matemático de algunos objetos a un objeto de tipo similar. Estos objetos son típicamente funciones en {\displaystyle \mathbb {R} ^{n}}, las funciones en un variedad, funciones vectoriales valoradas, campos vectoriales, o más generalmente, secciones de un fibrado vectorial .
En un operador diferencial invariante {\displaystyle D}, la palabra diferencial indica que el valor {\displaystyle Df} de la imagen depende sólo de {\displaystyle f(x)} y la derivada de {\displaystyle f} en {\displaystyle x}. La palabra referencial indica que el operador contiene cierta simetría. Esto significa que hay un grupo {\displaystyle G} que tiene una acción sobre las funciones (u otros objetos en cuestión) y esta acción se conmuta con la acción del operador:
{\displaystyle D(g\cdot f)=g\cdot (Df).}
Por lo general, la acción del grupo tiene el significado de un cambio de coordenadas (cambio de observador) y la invarianza significa que el operador tiene la misma expresión en todas las coordenadas admisibles.

## Invariancia en espacios homogéneos
Sea M = G/H un espacio homogéneo para un grupo de Lie G y un subgrupo de Lie H. Cada representación {\displaystyle \rho :H\rightarrow \mathrm {Aut} (\mathbb {V} )} da lugar a un fibrado vectorial
{\displaystyle V=G\times _{H}\mathbb {V} \;{\text{where}}\;(gh,v)\sim (g,\rho (h)v)\;\forall \;g\in G,\;h\in H\;{\text{and}}\;v\in \mathbb {V} .}
Las secciones {\displaystyle \varphi \in \Gamma (V)} pueden identificarse con
{\displaystyle \Gamma (V)=\{\varphi :G\rightarrow \mathbb {V} \;:\;\varphi (gh)=\rho (h^{-1})\varphi (g)\;\forall \;g\in G,\;h\in H\}.}
De esta forma, el grupo G actúa en secciones a través de
{\displaystyle (\ell _{g}\varphi )(g')=\varphi (g^{-1}g').}
Ahora, sea V y W dos fibrados vectoriales sobre M. Luego un operador diferencial 
{\displaystyle d:\Gamma (V)\rightarrow \Gamma (W)}
que asigna secciones de V a secciones de W se llama invariante si 
{\displaystyle d(\ell _{g}\varphi )=\ell _{g}(d\varphi ).}
para todas las secciones {\displaystyle \varphi } en {\displaystyle \Gamma (V)} y elementos g en G. Todos los operadores lineales de diferenciales invariantes en geometrías parabólicas homogéneas, es decir, cuando G es semi-simple y H es un subgrupo parabólico, se dan dualmente por homomorfismos del módulo generalizado de Verma.

## Invariancia en términos de índices
Dadas dos conexiones {\displaystyle \nabla } y {\displaystyle {\hat {\nabla }}} y una forma {\displaystyle \omega }, tenemos
{\displaystyle \nabla _{a}\omega _{b}={\hat {\nabla }}_{a}\omega _{b}-Q_{ab}{}^{c}\omega _{c}}
para algunos tensores {\displaystyle Q_{ab}{}^{c}}. Dada una clase de equivalencia de conexiones {\displaystyle [\nabla ]}, decimos que un operador es invariante si no cambia la forma del operador cuando cambiamos de una conexión en la clase de equivalencia a otro. 
Por ejemplo, si tenemos en cuenta la clase de equivalencia de todas las conexiones de torsión libre , entonces el tensor Q es simétrico en sus índices más bajos, es decir, {\displaystyle Q_{ab}{}^{c}=Q_{(ab)}{}^{c}}. Por lo tanto, nosotros podemos calcular
{\displaystyle \nabla _{[a}\omega _{b]}={\hat {\nabla }}_{[a}\omega _{b]},}
donde los corchetes denotan simetrización por sesgo. Esto muestra la invarianza de la derivada exterior cuando actúa sobre una de las formas.
En conexiones, las clases de equivalencia, surgen naturalmente en geometría diferencial, por ejemplo:
- en geometría conforme una clase de equivalencia de conexiones está dada por la conexión de Levi Civita de todas las mediciones en la clase conforme;
- en geometría proyectiva , una clase de equivalencia de conexión está dada por todas las conexiones que tienen las mismas geodésicas;
- en geometría CR , una clase de equivalencia de las conexiones está dada por las conexiones de Tanaka-Webster para cada opción de estructura pseudohermitiana

## Ejemplos
1. El operador habitual gradiente {\displaystyle \nabla } interino en funciones reales valoradas en espacios euclidianos, es invariante con respecto a todas las transformaciones euclidianas.
2. La diferencial, actúa en funciones en una variedad con valores en forma de 1s (su expresión es 
      {\displaystyle d=\sum _{j}\partial _{j}\,dx_{j}} 
 en las coordenadas locales) es invariante con respecto a todas las transformaciones lisas de la variedad (la acción de la transformación en forma diferencial es sólo la pullback ).
3. Más generalmente, la derivada exterior 
     {\displaystyle d:\Omega ^{n}(M)\rightarrow \Omega ^{n+1}(M)}
 que actúa sobre n-formas de cualquier variedad diferenciable M, es invariante respecto a todas las transformaciones lisas. Se puede demostrar, que la derivada exterior es el único operador diferencial invariante lineal entre esos paquetes.
4. El operador de Dirac en física, es invariante respecto al grupo de Poincaré (si elegimos la acción adecuada del grupo de Poincaré en funciones espinoriales valoradas. Sin embargo, esto es una cuestión sutil y si queremos hacer esto matemáticamente riguroso, debemos decir que es invariante respecto a un grupo, que es una doble cobertura del grupo de Poincaré)
5. La ecuación asesina conforme
     {\displaystyle \;\;\;\;\;\;\;\;X^{a}\mapsto \nabla _{(a}X_{b)}-{\frac {1}{n}}\nabla _{c}X^{c}g_{ab}}

es un operador diferencial invariante lineal conforme, entre campos vectoriales y tensores simétricos de traza libre.

## Invariancia conforme

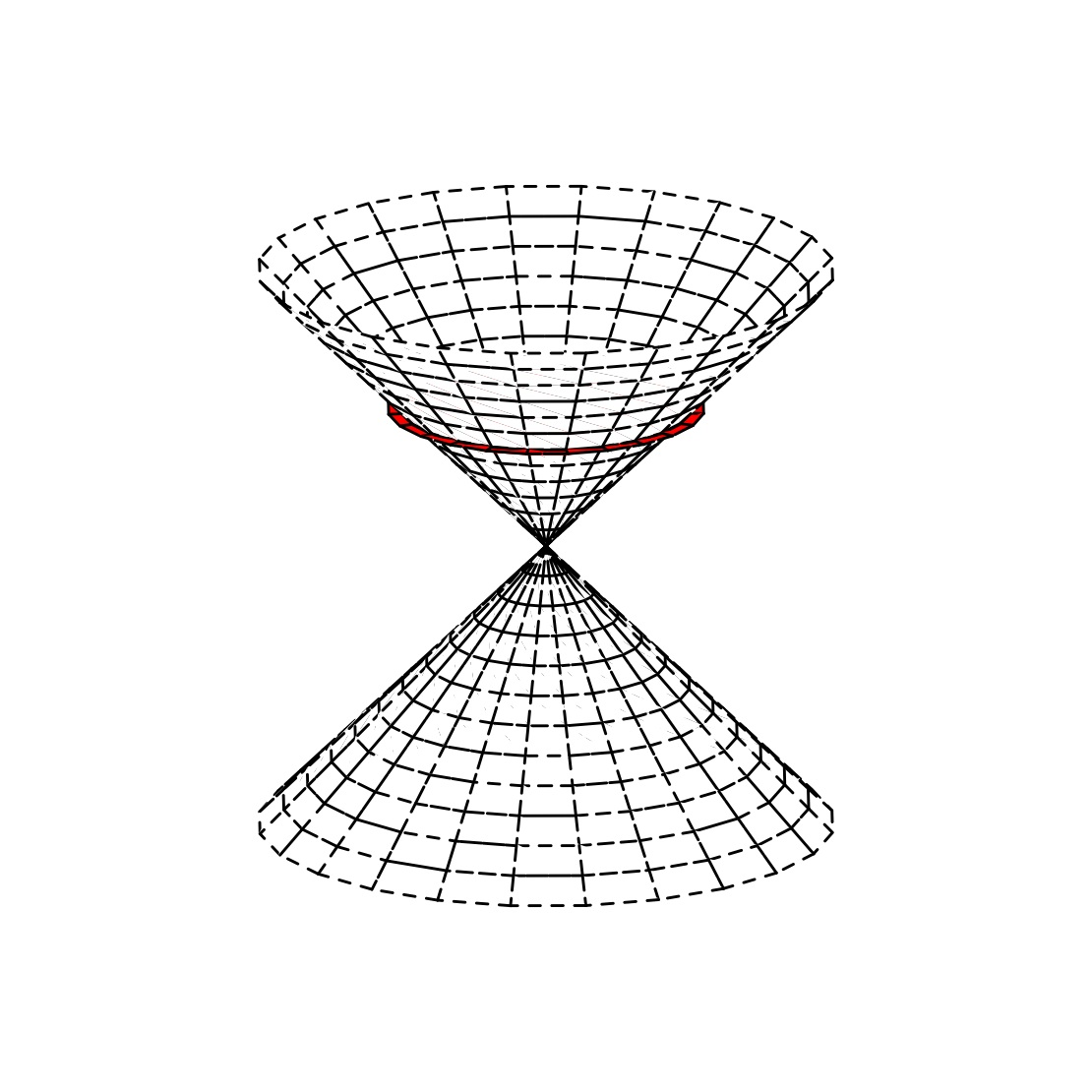
La esfera (mostrada aquí como un círculo rojo) como una variedad homogénea conforme.

Dada una métrica 
{\displaystyle g(x,y)=x_{1}y_{n+2}+x_{n+2}y_{1}+\sum _{i=2}^{n+1}x_{i}y_{i}}
en {\displaystyle \mathbb {R} ^{n+2}}, podemos escribir la esfera {\displaystyle S^{n}} como el espacio de los generadores del cono nill
{\displaystyle S^{n}=\{[x]\in \mathbb {RP} _{n+1}\;:\;g(x,x)=0\}.}
De esta manera, el modelo plano de geometría conforme , es la esfera {\displaystyle S^{n}=G/P} con {\displaystyle G=SO_{0}(n+1,1)} y el estabilizador de un punto {\displaystyle P} en {\displaystyle \mathbb {R} ^{n+2}}. Una clasificación de todos los operadores diferenciales invariantes lineales conformes de la esfera es conocida (Eastwood y Rice, 1987).